# Берикулы, Алимжан
Алимжа́н Берикулы́ (Бериков, каз. Әлімжа́н Берікұлы, 1 июля 1946, село Коммунар Сарысуйского района Джамбульской области — 13 октября 2008, Алматы) — профессор Алматинского института энергетики и связи, преподаватель, кандидат технических наук, заведующий кафедрой электроники и компьютерных технологий (1997—2008).

## Биография
Алимжан Берикулы родился в 1946 году в селе «Коммунар» Сарысуйского района Джамбульской области. Происходит из племени ысты. В 1969 г. окончил факультет электронной техники Саратовского политехнического института. По окончании института, как молодой специалист целевого назначения, был направлен в КазПТИ. В 1973 году поступил в очную аспирантуру МЭИ при кафедре промышленной электроники, по окончании которой работал научным сотрудником в КазПТИ, а в 1977 году был избран по конкурсу на должность старшего преподавателя кафедры «Электрические измерения и прикладная электротехника» Алматинского энергетического института (АЭИ).
В 1981 году А. Берикулы защитил кандидатскую диссертацию по специальности «Электрические и полупроводниковые преобразователи» в Ленинградском институте точной механики и оптики. В 1985 году ему присваивается ученое звание доцента. С 1997 года он заведующий кафедрой электроники и компьютерных технологий АИЭС. С 1998 года — академический профессор АИЭС.

## Вклад в образование и педагогическая деятельность
После окончания аспирантуры Московского энергетического института с 1977 года работал в Алматинском энергетическом институте старшим преподавателем, доцентом, а с 1997 года более десяти лет бессменно руководил выпускающей кафедрой «Электроники и компьютерных технологий» Алматинского института энергетики и связи.
Под его руководством кафедра стала ведущей выпускающей кафедрой института: 16 докторов и кандидатов наук; 9 учебных лабораторий, оснащенных самым современным оборудованием в области электронных систем и устройств, сетевых технологий, радиоавтоматики, микроконтроллеров, защиты информации; более 100 персональных компьютеров, множество программных продуктов. Под непосредственным руководством А.Берикулы с 2003 года на кафедре успешно действовала локальная Сетевая Академия Cisco, готовящая IT-специалистов по пяти учебным курсам. Около 400 студентов института получили Международные сертификаты Академии Cisco и многим из них, наряду с дипломом АИЭС это позволило занять ключевые позиции в компаниях разных секторов экономики Казахстана.
За безупречное качество подготовки специалистов, ответственное и умелое руководство Академией профессором Алимжаном Берикулы локальная Сетевая Академия Cisco при АИЭС с апреля 2008 года преобразована в региональную с правом осуществлять обучение инструкторов для преподавания в локальных Сетевых академиях Cisco стран Центральной Азии (Казахстан, Кыргызстан, Таджикистан, Туркменистан, Узбекистан).
Алимжан Берикулы в соавторстве с профессором КазНТУ Турымом Аскыном Шамулы являлся создателем первого в Казахстане казахско-русско-английского IТ-словаря. С марта 2008 года словарь публикуется на страницах журнала Digital Kazakhstan.
Алимжан Берикулы являлся автором около 100 научных публикаций в том числе 1 учебник, 2 словаря, 5 учебных пособий, 10 авторских свидетельств и патентов на изобретения. Он участвовал в работе международных научных конференций и семинаров в Болгарии, Германии, Бельгии, Москве и Санкт-Петербурге. Алимжаном Берикулы подготовлены учебник «Техническая электроника» на казахском языке, учебное пособие «Полупроводниковые приборы», выпущен «Казахско-русско-английский словарь терминов и словосочетаний в радиоэлектронике». Он соавтор казахско-русского и русско-казахского словаря терминов «Электроника, радиотехника и связь». Им изданы несколько научно-популярных книг по электронике и компьютерной технике. Его научная компетентность, высочайшая квалификация, трудолюбие, честность и принципиальность служат ярким примером неустанного труда, беззаветной преданности своему делу и высокой ответственности в деле воспитания и подготовки молодых инженерных кадров.

## Память
Решением Ученого Совета АИЭС от 11.11.2008 г. (протокол № 2) учебной лаборатории региональной Академии Cisco присвоено имя первого заведующего кафедрой Электроники и компьютерных технологий Алимжана Берикулы.
11 февраля 2009 года в АИЭС в Б-329 состоялось открытие мемориальной доски, посвященной памяти 1-го заведующего кафедрой Электроники и компьютерных технологий Алимжана Берикулы.